# Dữ liệu thứ cấp

## Khái niệm dữ liệu thứ cấp
Dữ liệu thứ cấp là dữ liệu đã có sẵn, không phải do mình thu thập, đã công bố nên dễ thu thập, ít tốn thời gian, tiền bạc trong quá trình thu thập nhưng là loại tài liệu quan trọng trong việc nghiên cứu tiếp thị cũng như các ngành khoa học xã hội khác.

## Đặc điểm dữ liệu thứ cấp
Chỉ cung cấp các thông tin mô tả tình hình, chỉ rõ quy mô của hiện tượng chứ chưa thể hiện được bản chất hoặc các mối liên hệ bên trong của hiện tượng nghiên cứu. Vì dữ liệu thứ cấp, dù thu thập từ bên trong hoặc bên ngoài doanh nghiệp, nó cũng là những thông tin đã được công bố nên thiếu tính cập nhật, đôi khi thiếu chính xác và không đầy đủ. Tuy nhiên, dữ liệu thứ cấp cũng đóng một vai trò quan trọng trong nghiên cứu marketing do các lý do: Các dữ liệu thứ cấp có thể giúp người quyết định đưa ra giải pháp để giải quyết vấn đề trong những trường hợp thực hiện những nghiên cứu mà các dữ liệu thứ cấp là phù hợp mà không cần thiết phải có các dữ liệu sơ cấp.

## Phân loại dữ liệu thứ cấp

### Dữ liệu thứ cấp bên trong
Khi tìm kiếm dữ liệu thứ cấp nên bắt đầu từ các nguồn bên trong tổ chức. Hầu hết các tổ chức đều có những nguồn thông tin rất phong phú, vì vậy có những dữ liệu có thể sử dụng ngay lập tức. Chẳng hạn như dữ liệu về doanh thu bán hàng và chi phí bán hàng hay các chi phí khác sẽ được cung cấp đầy đủ thông qua các bảng báo cáo thu nhập của doanh nghiệp. Những thông tin khác có thể tìm kiếm lâu hơn nhưng thật sự không khó khăn khi thu thập loại dữ liệu này. Có hai thuận lợi chính khi sử dụng dữ liệu thứ cấp bên trong doanh nghiệp là thu thập được một cách dễ dàng và có thể không tốn kém chi phí.

### Dữ liệu thứ cấp bên ngoài
Những nguồn dữ liệu thứ cấp bên ngoài là các tài liệu đã được xuất bản.Sự phát triển của mạng thông tin toàn cầu đã tạo nên một nguồn dữ liệu vô cùng phong phú và đa dạng, đó là các dữ liệu thu thập từ internet.

## Tiêu chuẩn đánh giá dữ liệu thứ cấp

### Tính cụ thể
Dữ liệu thứ cấp phải đảm bảo tính cụ thể, có nghĩa nó phải rõ ràng, phù hợp mục tiêu nghiên cứu, có thể hỗ trợ cho việc phân tích nhận diện vấn đề hay mô tả vấn đề nghiên cứu. Tính cụ thể còn đòi hỏi sự rõ ràng về nguồn dữ liệu thu thập cũng như hiệu quả của dữ liệu.

### Tính chính xác của dữ liệu
Người nghiên cứu phải xác định dữ liệu có đủ chính xác phục vụ cho mục đích nghiên cứu hay không. Dữ liệu thứ cấp có thể có sai số, điều này phụ thuộc vào nguồn cung cấp dữ liệu. Vì vậy, uy tín của nhà cung cấp và độ tin cậy của nguồn dữ liệu những tiêu chuẩn cần xem xét khi thu thập dữ liệu thứ cấp.

### Tính thời sự
Nghiên cứu Marketing đòi hỏi dữ liệu có tính chất thời sự  vì giá trị của dữ liệu sẽ bị giảm qua thời gian. Đó cũng là lý do vì sao các doanh nghiệp nghiên cứu marketing luôn cập nhật thông tin định kỳ, tạo ra nguồn thông tin có giá trị cao.

### Mục đích của dữ liệu được thu thập
Dữ liệu được thu thập phục vụ cho một mục tiêu nghiên cứu cụ thể, vì vậy các dữ liệu có thể phù hợp cho mục tiêu nghiên cứu này nhưng lại có thể không phù hợp trong trường hợp khác.

## Các bước thu thập dữ liệu thứ cấp[2]
1. Xác định dữ liệu cần có cho cuộc nghiên cứu
2. Xác định dữ liệu thứ cấp có thể thu thập từ nguồn bên trong
3. Xác định dữ liệu thứ cấp có thể thu thập từ nguồn bên ngoài
4. Tiến hành thu thập dữ liệu thứ cấp
5. Tiến hành nghiên cứu chi tiết giá trị dữ liệu
6. Hình thành các nguồn dữ liệu cần thu thập từ các nguồn tư liệu gốc